# Evarcha jucunda
Evarcha jucunda es una especie de arañas araneomorfas de la familia Salticidae.

## Distribución geográfica
Se encuentra en la Europa mediterránea.